# Campionati europei di atletica leggera indoor 2017 - 60 metri piani femminili

## Podio
| Pos.    | Atleta      | Nazionalità   |
| ------- | ----------- | ------------- |
| Oro     | Asha Philip | Gran Bretagna |
| Argento | Olesya Povh | Ucraina       |
| Bronzo  | Ewa Swoboda | Polonia       |

## Record
| Record                | Record          | Record | Record         | Record           |
| --------------------- | --------------- | ------ | -------------- | ---------------- |
| Record del Mondo      | Irina Privalova | 6.92   | Madrid, Spagna | 11 febbraio 1993 |
| Record del Mondo      | Irina Privalova | 6.92   | Madrid, Spagna | 9 febbraio 1995  |
| Record europeo        | Irina Privalova | 6.92   | Madrid, Spagna | 11 febbraio 1993 |
| Record europeo        | Irina Privalova | 6.92   | Madrid, Spagna | 9 febbraio 1995  |
| Record dei campionati | Nelli Cooman    | 7.00   | Madrid, Spagna | 23 febbraio 1986 |

## Programma
| Data         | Ora   | Turno      |
| ------------ | ----- | ---------- |
| 4 marzo 2017 | 9:45  | Batterie   |
| 5 marzo 2017 | 16:00 | Semifinali |
| 5 marzo 2017 | 18:10 | Finale     |

## Risultati

### Batterie
I primi quattro di ogni batteria e i migliori quattro tempi non qualificati direttamente si qualificano per le semifinali.
| Posizione | Batteria | Atleta                        | Nazione       | Tempo | Note                                     |
| --------- | -------- | ----------------------------- | ------------- | ----- | ---------------------------------------- |
| 1         | 4        | Rebekka Haase                 | Germania      | 7.14  | Q                                        |
| 2         | 1        | Ewa Swoboda                   | Polonia       | 7.21  | Q                                        |
| 3         | 1        | Alexandra Burghardt           | Germania      | 7.22  | Q                                        |
| 4         | 2        | Olesya Povh                   | Ucraina       | 7.24  | Q                                        |
| 4         | 3        | Mujinga Kambundji             | Svizzera      | 7.24  | Q                                        |
| 6         | 5        | Asha Philip                   | Gran Bretagna | 7.25  | Q                                        |
| 6         | 4        | Floriane Gnafoua              | Francia       | 7.25  | Q                                        |
| 8         | 5        | Lisa Mayer                    | Germania      | 7.26  | Q                                        |
| 9         | 3        | Stella Akakpo                 | Francia       | 7.28  | Q                                        |
| 10        | 3        | Klára Seidlová                | Rep. Ceca     | 7.35  | Q                                        |
| 10        | 4        | Gloria Hooper                 | Italia        | 7.35  | Q                                        |
| 10        | 5        | Ajla Del Ponte                | Svizzera      | 7.35  | Q                                        |
| 13        | 4        | Sarah Atcho                   | Svizzera      | 7.36  | Q                                        |
| 14        | 2        | Anniina Kortetmaa             | Finlandia     | 7.39  | Q                                        |
| 14        | 5        | Phil Healy                    | Irlanda       | 7.39  | Q                                        |
| 16        | 2        | Inna Eftimova                 | Bulgaria      | 7.40  | Q                                        |
| 16        | 5        | Helene Rønningen              | Norvegia      | 7.40  | q                                        |
| 18        | 2        | Kryscina Cimanoŭskaja         | Bielorussia   | 7.42  | Q                                        |
| 18        | 2        | Anna Bongiorni                | Italia        | 7.42  | q                                        |
| 20        | 5        | Elin Östlund                  | Svezia        | 7.43  | q                                        |
| 21        | 3        | Ciara Neville                 | Irlanda       | 7.46  | Q                                        |
| 21        | 4        | Agata Forkasiewicz            | Polonia       | 7.46  | q                                        |
| 23        | 1        | Cristina Lara                 | Spagna        | 7.47  | Q                                        |
| 24        | 3        | Ramona Papaioannou            | Cipro         | 7.48  | Miglior prestazione personale stagionale |
| 25        | 1        | Lorène Bazolo                 | Portogallo    | 7.49  | Q                                        |
| 25        | 4        | Alexandra Bezeková            | Slovacchia    | 7.49  | Miglior prestazione personale stagionale |
| 27        | 1        | Gladys Bamane                 | Svezia        | 7.50  |                                          |
| 27        | 2        | Charlotte Wingfield           | Malta         | 7.50  |                                          |
| 27        | 2        | Sindija Bukša                 | Lettonia      | 7.50  |                                          |
| 30        | 1        | Barbora Procházková           | Rep. Ceca     | 7.51  |                                          |
| 31        | 3        | Viktoriya Kashcheyeva         | Ucraina       | 7.52  |                                          |
| 32        | 3        | Anasztázia Nguyen             | Ungheria      | 7.53  |                                          |
| 33        | 1        | Diana Vaisman                 | Israele       | 7.54  |                                          |
| 34        | 3        | Stephanie Bendrat             | Austria       | 7.55  |                                          |
| 35        | 5        | Milana Tirnanić               | Serbia        | 7.56  |                                          |
| 36        | 5        | Gayane Chiloyan               | Armenia       | 7.58  |                                          |
| 37        | 1        | Zyanne Hook                   | Gibilterra    | 8.33  | Record nazionale                         |
| –         | 5        | Rafailía Spanoudáki-Hatziríga | Grecia        | DQ    |                                          |

### Semifinali
I primi due di ogni batteria e i migliori due tempi non qualificati direttamente si qualificano per la finale.
| Posizione | Batteria | Atleta                | Nazione       | Tempo | Note                                     |
| --------- | -------- | --------------------- | ------------- | ----- | ---------------------------------------- |
| 1         | 1        | Olesya Povh           | Ucraina       | 7.16  | Q                                        |
| 2         | 3        | Mujinga Kambundji     | Svizzera      | 7.19  | Q                                        |
| 3         | 3        | Rebekka Haase         | Germania      | 7.19  | Q                                        |
| 4         | 2        | Asha Philip           | Gran Bretagna | 7.20  | Q                                        |
| 5         | 1        | Floriane Gnafoua      | Francia       | 7.22  | Q                                        |
| 6         | 2        | Lisa Mayer            | Germania      | 7.23  | Q                                        |
| 6         | 1        | Alexandra Burghardt   | Germania      | 7.23  | q                                        |
| 8         | 2        | Ewa Swoboda           | Polonia       | 7.26  | q                                        |
| 9         | 2        | Sarah Atcho           | Svizzera      | 7.32  | Miglior prestazione personale            |
| 10        | 2        | Gloria Hooper         | Italia        | 7.34  | Miglior prestazione personale stagionale |
| 10        | 3        | Stella Akakpo         | Francia       | 7.34  |                                          |
| 12        | 1        | Kryscina Cimanoŭskaja | Bielorussia   | 7.39  |                                          |
| 13        | 1        | Ajla del Ponte        | Svizzera      | 7.39  |                                          |
| 14        | 2        | Phil Healy            | Irlanda       | 7.40  |                                          |
| 14        | 3        | Cristina Lara         | Spagna        | 7.40  |                                          |
| 16        | 3        | Anniina Kortetmaa     | Finlandia     | 7.41  |                                          |
| 17        | 2        | Elin Ostlund          | Svezia        | 7.42  |                                          |
| 17        | 3        | Inna Eftimova         | Bulgaria      | 7.42  |                                          |
| 19        | 1        | Klára Seidlová        | Rep. Ceca     | 7.43  |                                          |
| 19        | 3        | Anna Bongiorni        | Italia        | 7.43  |                                          |
| 21        | 3        | Helene Rønningen      | Norvegia      | 7.45  |                                          |
| 22        | 1        | Agata Forkasiewicz    | Polonia       | 7.46  |                                          |
| 23        | 1        | Ciara Neville         | Irlanda       | 7.49  |                                          |
| 24        | 2        | Lorène Bazolo         | Portogallo    | 7.51  |                                          |

### Finale
La finale è iniziata alle 18:10 di domenica 5 marzo.
| Posizione | Corsia | Atleta              | Nazione       | Tempo | Note                                     |
| --------- | ------ | ------------------- | ------------- | ----- | ---------------------------------------- |
| 1         | 6      | Asha Philip         | Gran Bretagna | 7.06  | Miglior prestazione europea stagionale   |
| 2         | 3      | Olesya Povh         | Ucraina       | 7.10  | Miglior prestazione personale            |
| 3         | 1      | Ewa Swoboda         | Polonia       | 7.10  | Miglior prestazione personale stagionale |
| 4         | 4      | Mujinga Kambundji   | Svizzera      | 7.16  | Miglior prestazione personale stagionale |
| 5         | 8      | Lisa Mayer          | Germania      | 7.19  |                                          |
| 6         | 2      | Alexandra Burghardt | Germania      | 7.19  |                                          |
| 7         | 7      | Floriane Gnafoua    | Francia       | 7.20  | Miglior prestazione personale            |
| 8         | 5      | Rebekka Haase       | Germania      | 7.21  |                                          |